# Jacek Suszczyński
Jacek Suszczyński (ur. 5 czerwca 1966 w Łodzi) – polski pięcioboista nowoczesny, mistrz Polski (1989).
Był zawodnikiem SKS Start Łódź (1973-1984), w którym uprawiał pływanie, a następnie Legii Warszawa (1984-1993). W 1989 wywalczył złoty medal mistrzostw Polski, w 1991 brązowy medal mistrzostw Polski. W 1989 reprezentował Polskę na mistrzostwach świata, zajmując 5 miejsce w konkurencji sztafet. Był rezerwowym podczas Igrzysk Olimpijskich w Barcelonie (1992).
W 1991 ukończył studia na Akademii Wychowania Fizycznego w Warszawie.